# Liste der denkmalgeschützten Objekte in Borský Mikuláš
Die Liste der denkmalgeschützten Objekte in Borský Mikuláš enthält die sieben nach slowakischen Denkmalschutzvorschriften geschützten Objekte in der Gemeinde Borský Mikuláš im Okres Senica.

## Denkmäler
| Foto |                 | Denkmal / č. ÚZPF                                            | Standort / Konskr. Nr.                                      | Offizielle Beschreibung                | Beschreibung                                    | Metadaten                                                           |
| ---- | --------------- | ------------------------------------------------------------ | ----------------------------------------------------------- | -------------------------------------- | ----------------------------------------------- | ------------------------------------------------------------------- |
| ja   | Datei hochladen | Kapelle(sk) ObjektID: 205-573/0                              | Standort KG: Borský Mikuláš Konskr.Nr.: 13                  | r.k.sv.Márie Magdalény;                | röm. kath. Kapelle zur hl. Maria Magdalena      | č. NKP: 205-573/0 Stand des NKP: 2012-02-08 Name: KAPLNKA           |
| ja   | Datei hochladen | Gedenkhaus(sk) ObjektID: 205-570/1                           | 181 Standort KG: Borský Mikuláš Konskr.Nr.: 181             | Hollý Ján;1785-1849,básnik             | Geburtshaus des slowakischen Dichters Ján Hollý | č. NKP: 205-570/1 Stand des NKP: 2012-02-08 Name: DOM PAMÄTNÝ       |
| ja   | Datei hochladen | Gedenktafel(sk) ObjektID: 205-570/2                          | 181 Standort KG: Borský Mikuláš Konskr.Nr.: 181             | Hollý Ján;1785-1849,básnik             | Gedenktafel für Ján Hollý                       | č. NKP: 205-570/2 Stand des NKP: 2012-02-08 Name: TABUĽA PAMÄTNÁ    |
| ja   | Datei hochladen | Denkmal(sk) ObjektID: 205-570/3                              | Standort KG: Borský Mikuláš Konskr.Nr.:                     | Hollý Ján;1785-1849,básnik             | Denkmal für Ján Hollý                           | č. NKP: 205-570/3 Stand des NKP: 2012-02-08 Name: POMNÍK            |
| ja   | Datei hochladen | Kirche(sk) ObjektID: 205-574/1                               | Standort KG: Borský Peter Konskr.Nr.:                       | r.k.sv.Petra a Pavla;                  | röm. kath. Kirche Peter und Paul                | č. NKP: 205-574/1 Stand des NKP: 2012-02-08 Name: KOSTOL            |
| ja   | Datei hochladen | Befestigung der Kirche(sk) ObjektID: 205-574/2               | Standort KG: Borský Peter Konskr.Nr.:                       |                                        |                                                 | č. NKP: 205-574/2 Stand des NKP: 2012-02-08 Name: OPEVNENIE KOSTOLA |
| BW   | Datei hochladen | Pfarrhaus(sk) ObjektID: 205-11781/0                          | Cintorínska ul. 7 Standort KG: Borský Peter Konskr.Nr.:     | r.k. - r.k.fara                        | Römisch-katholisch Pfarrhaus                    | č. NKP: 205-11781/0 Stand des NKP: 2011-06-17 Name: FARA            |
| BW   | Datei hochladen | Gebäude in regionaltypischem Baustil(sk) ObjektID: 205-575/0 | Peterská ul.1238 Standort KG: Borský Peter Konskr.Nr.: 1238 | zrubový;Sumorovec,so slamenou strechou | rustikal mit Strohdach                          | č. NKP: 205-575/0 Stand des NKP: 2012-02-08 Name: DOM ĽUDOVÝ        |

## Legende
Die Tabelle enthält im Einzelnen folgende Informationen:
| Foto:                    | Fotografie des Denkmals. |
| Denkmal / č. ÚZPF:       | Die Übersetzung der Bezeichnung des Denkmals, wie sie vom Slowakischen Denkmalamt (Pamiatkový úrad Slovenskej republiky) verwendet wird. Die Originalbezeichnung ist unter dem Fragezeichen angegeben. Fehlt die Übersetzung, so wird die Originalbezeichnung direkt angezeigt. Weiters ist die Objekt-Identifikationsnummer (Objekt ID) angeführt. Sie ist die offizielle, in der Slowakei eindeutige Nummer č. ÚZPF inklusive der zugehörigen Zählnummer, wie sie in den Daten des Denkmalamtes angegeben wird. Da diese nur innerhalb eines Landkreises gezählt wird, ist dessen Nummer der Denkmalnummer vorangestellt. |
| Standort:                | Wenn in der Liste vorhanden, ist die Adresse angegeben. In Klammern kann sich noch eine zusätzliche Adresse befinden, wenn es beispielsweise ein Eckhaus ist. Bei freistehenden Objekten ohne Adresse (zum Beispiel bei Bildstöcken) ist eine Adresse angegeben, die in der Nähe des Objekts liegt. Durch Aufruf des Links Standort wird die Lage des Denkmals in verschiedenen Kartenprojekten angezeigt. Darunter sind die Katastralgemeinde (KG) und, wenn vorhanden, die Konskriptionsnummer (Konskr. Nr.) angegeben.                                                                                                   |
| Offizielle Beschreibung: | Es ist die Kurzbeschreibung auf Slowakisch, wie sie in den offiziellen Listen angegeben ist, eingetragen. |
| Beschreibung:            | Kurze Angaben zum Denkmal auf Deutsch. |
| Metadaten:               | Zusätzlich werden, wenn in den persönlichen Einstellungen das Helferlein Dauerhaftes Einblenden von Metadaten aktiviert ist, ebensolche angezeigt. |

- Karte mit allen Koordinaten:
- OSM |
- WikiMap